# Peter Pieters

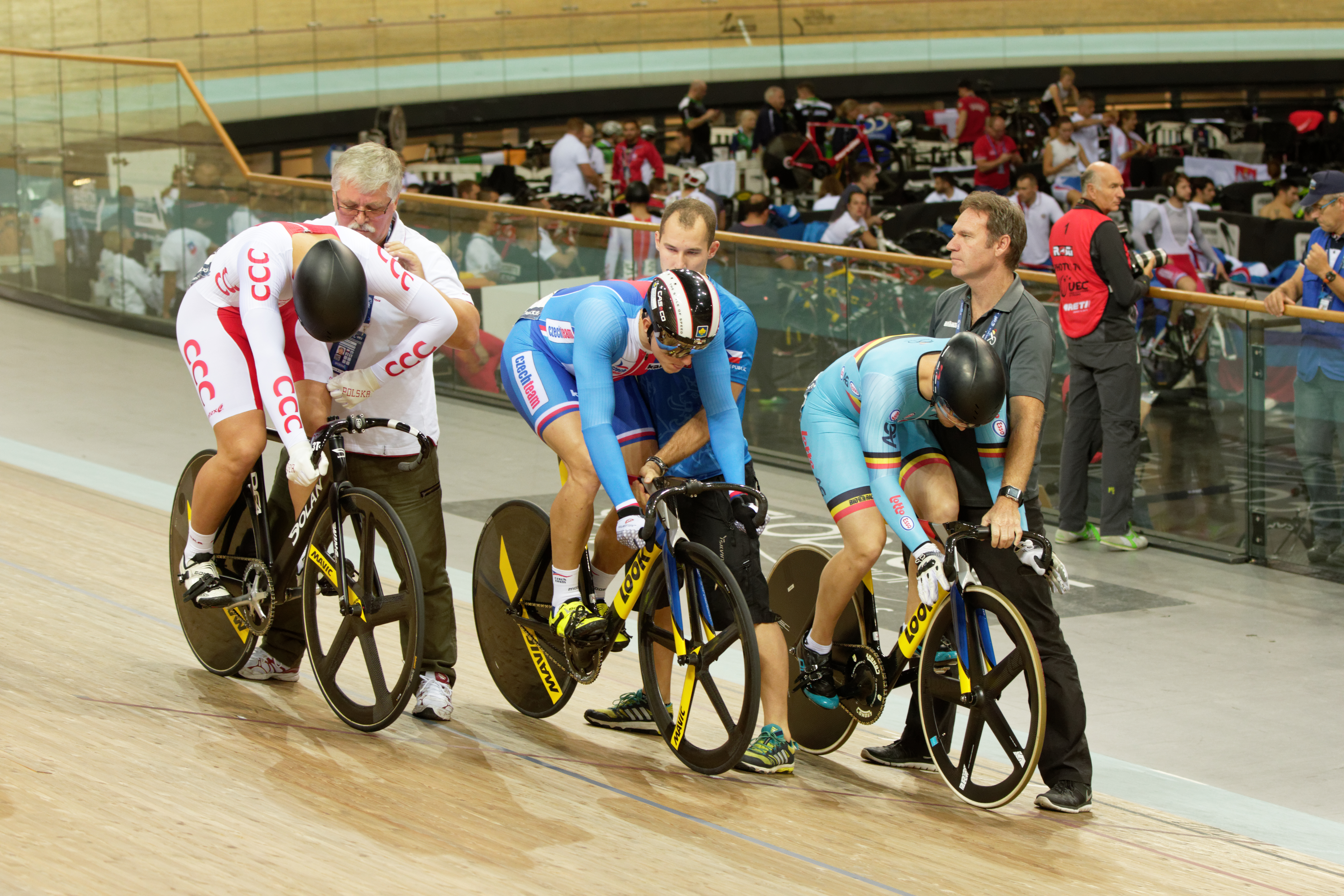
Pieters (r.) bei der Bahn-EM 2016 als Starthelfer des Fahrers Ayrton De Pauw

Peter Pieters (* 2. Februar 1962 in Zwanenburg) ist ein ehemaliger niederländischer Radrennfahrer und heutiger Radsport-Trainer.

## Sportliche Laufbahn
Seine ersten nationalen Titel gewann er 1978 bei den niederländischen Meisterschaften der Jugend. Er gewann sowohl im Sprint, im Punktefahren und in der Mannschaftsverfolgung und war damit der erfolgreichste Fahrer der Meisterschaft. Bei den Junioren setzte er diese Erfolgsserie fort und gewann den Titel im Sprint auch in dieser Klasse in den Jahren 1979 und 1980. Peter Pieters war Radsport-Profi von 1984 bis 1996. Er war sowohl auf der Straße wie auch auf der Bahn erfolgreich. Schon als Amateur wurde er ab 1981 mehrfach niederländischer Meister im Zeitfahren, im Punktefahren und in der Einerverfolgung auf der Bahn. Diese Erfolge konnte er als Profi vielfach wiederholen. Er fuhr auch bei Sechstagerennen; 1992 konnte er in Bordeaux gewinnen, gemeinsam mit Pascal Lino, und 1993 in Bremen mit Urs Freuler. Sein größter internationaler Erfolg auf der Bahn war der dritte Platz bei den UCI-Bahn-Weltmeisterschaften 1991 in Stuttgart im Punktefahren.
Auf der Straße wurde Pieters 1988 niederländischer Meister und siegte im gleichen Jahr bei Paris–Tours. Mehrfach nahm er auch an der Tour de France teil, jedoch ohne Erfolg. Er errang mehrfach Etappensiege sowie Siege bei kleineren Straßenrennen, wie etwa bei der Ronde van Midden-Zeeland. 1998 beendete er seine aktive Laufbahn mit dem Gewinn der niederländischen Bahn-Meisterschaft im Punktefahren.

## Berufliches
Anschließend wurde Peter Pieters niederländischer Bundestrainer für den Kurzzeitbereich. Dieses Amt hatte er bis 2008 inne; der deutsche Ex-Sprinter René Wolff wurde sein Nachfolger. Bis 2010 war Pieters für den polnischen Radsportverband als Trainer für den Ausdauerbereich tätig, bis der Verband ihn wegen Finanzproblemen nicht mehr bezahlen konnte. 2010 wurde er Bahn-Nationaltrainer des belgischen Radsportverbandes und trat damit die Nachfolge des entlassenen Michel Vaarten an. Vom Nederlands Olympisch Comité wurde er mit dem Olympic Coach Award ausgezeichnet. Im Herbst 2021 beschloss der belgische Verband, den bis Ende des Jahres laufenden Vertrag mit Pieters nicht zu verlängern. Als sein Nachfolger wird der Radsportler Kenny De Ketele gehandelt, der Ende 2021 seine aktive Karriere beenden wird. Der belgische Radsportjournalist Renaat Schotte lobte die Arbeit von Pieters: Er habe mit begrenzten finanziellen Mitteln und unter schwierigen Bedingungen gute Arbeit geleistet.

## Familie
Seine Kinder, Roy und Amy Pieters, sind ebenfalls Radsportler.

## Erfolge

### Bahn
1980
- Niederländischer Junioren-Meister – Sprint

1981
- Niederländischer Amateur-Meister – Einerverfolgung

1982
- Niederländischer Amateur-Meister – 1000-Meter-Zeitfahren, Einerverfolgung

1983
- Niederländischer Amateur-Meister – 1000-Meter-Zeitfahren, Einerverfolgung, Punktefahren

1984
- Niederländischer Amateur-Meister – 1000-Meter-Zeitfahren, Punktefahren, Derny

1985
- Niederländischer Amateur-Meister – Punktefahren

1991
- Weltmeisterschaft – Punktefahren

1992
- Sechstagerennen von Bordeaux (mit Pascal Lino)

1993
- Bremer Sechstagerennen (mit Urs Freuler)
- Sechstagerennen von Wien (mit Carsten Wolf)

1994
- Niederländischer Meister – Einerverfolgung

1995
- – Omnium
- Niederländischer Meister – Einerverfolgung, Punktefahren

1996
- Niederländischer Meister – Einerverfolgung, Punktefahren

1998
- Niederländischer Meister – Punktefahren

### Straße
1983
- eine Etappe Olympia’s Tour
- Niederländischer Amateur-Meister – Mannschaftszeitfahren

1984
- eine Etappe Burgos-Rundfahrt

1985
- eine Etappe Murcia-Rundfahrt

1987
- eine Etappe Burgos-Rundfahrt

1988
- eine Etappe Vier Tage von Dünkirchen
- eine Etappe Belgien-Rundfahrt
- Paris–Tours
- Delta Profronde
- Niederländischer Meister – Straßenrennen

1989
- Grand Prix de la Libération

1990
- eine Etappe Niederlande-Rundfahrt

1992
- drei Etappen Schweden-Rundfahrt

## Grand-Tour-Platzierungen
| Grand Tour            | 1985 | 1986 | 1987 | 1988 | 1989 | 1990 | 1991 | 1992 |
| --------------------- | ---- | ---- | ---- | ---- | ---- | ---- | ---- | ---- |
| Vuelta a EspañaVuelta | –    | –    | –    | –    | –    | –    | –    | –    |
| Giro d’ItaliaGiro     | –    | –    | DNF  | –    | DNF  | –    | –    | –    |
| Tour de FranceTour    | 140  | –    | –    | –    | DNF  | –    | –    | DNF  |

## Teams
- 1984–1985 Zor-Gemeaz Cusin
- 1986 Skala-Skil
- 1987 Transvemij-Van Schilt
- 1988 TVM-Van Schilt
- 1989–1990 TVM
- 1991–1992 Tulip Computers
- 1993 Jolly Componibili-Club 88